# Лиферов, Евгений Викторович
Евгений Викторович Лиферов (род. 25 марта 1966) — советский, таджикистанский и российский футболист, нападающий и полузащитник. Выступал за сборную Таджикистана.

## Биография
Воспитанник душанбинского спортинтерната. Начал играть на взрослом уровне во время службы в армии в составе таллинской «Звезды» в первенстве Эстонской ССР. С 1987 года выступал во второй лиге за «Вахш» из Курган-Тюбе, провёл четыре неполных сезона и сыграл 89 матчей.
Летом 1990 года перешёл в ведущую команду Таджикской ССР — душанбинский «Памир». Дебютный матч сыграл в рамках Кубка СССР 18 июля 1990 года против «Уралмаша». В высшей лиге дебютировал 9 сентября 1990 года в игре против «Металлиста», заменив на 84-й минуте Рустама Забирова. Всего в 1990 году сыграл две игры в чемпионате СССР (в обоих выходил на замену в концовке матча) и одну игру в Кубке страны. В 1991 году тоже был в заявке команды, но на поле не выходил. В первой половине 1992 года выступал в чемпионате Таджикистана. Участник полуфинального матча последнего розыгрыша Кубка СССР 1991/92 против ЦСКА.
Сыграл один матч за национальную сборную Таджикистана — 11 июля 1992 года против Туркменистана.
Осенью 1992 года играл в первой лиге Украины за «Ворсклу», сыграл 13 матчей и забил 2 гола, причём впервые отличился в своём дебютном матче в ворота очаковской «Артании».
В 1994 году выступал во второй лиге России за «Авангард» (Коломна). Команду в том сезоне возглавлял бывший тренер «Вахша» и «Памира» Марк Тунис, и в ней, кроме Лиферова, играло несколько игроков из Таджикистана.
С 1995 года до конца карьеры выступал за команды юга России, в основном на любительском уровне. В профессиональном футболе сыграл ещё 9 матчей в 1998 году в составе армавирского «Торпедо».
После окончания игровой карьеры живёт в Краснодарском крае. Женат, есть две дочери.
По состоянию на 2017 год тренировал любительскую команду села Андрюки.